# Silvanolomus goughi
Silvanolomus goughi es una especie de coleóptero de la familia Silvanidae.

## Distribución geográfica
Habita en Queensland, Indonesia y Vietnam.